# Coquillettidia fasciolata
Coquillettidia fasciolata är en tvåvingeart som först beskrevs av Lynch Arribalzaga 1891.  Coquillettidia fasciolata ingår i släktet Coquillettidia och familjen stickmyggor. Inga underarter finns listade i Catalogue of Life.